# Soltera (canción de Shakira)
«Soltera» es una canción de la cantautora colombiana Shakira. Fue lanzada el 25 de septiembre de 2024 a través de su propia compañía Ace Entertainment con licencia exclusiva de distribución a Sony Music Latin.

## Antecedentes
El 22 de marzo de 2024, Shakira lanzó su duodécimo álbum de estudio Las Mujeres Ya No Lloran.
El 13 de junio, reveló en una entrevista para Rolling Stone que "hay algunas canciones que tenemos por ahí" de las sesiones del álbum y que "no es un álbum nuevo, pero digamos que tengo un nuevo proyecto".
El 14 de septiembre, fue vista filmando un video musical en el LIV Nightclub en Miami, Florida. El 20 de septiembre, reveló la fecha de lanzamiento del sencillo y la portada de ella misma de fiesta con Anitta, Danna y Lele Pons. "Soltera" es una canción afrobeats y tropical-pop con notas de ritmos de kizomba y calypso.

## Video musical
El vídeoclip fue lanzado el 11 de octubre, producido por Bizarrap. Aparece Lele Pons, Natti Natasha, Winnie Harlow, Karolína Kurkova, Anitta y Danna Paola.
Sinopsis
El video comienza con una iguana negra que lleva un brasier y sacando la lengua afuera. Después salen Shakira y sus lobas durmiendo en una cama y recordando todo lo que hacen. Luego se ve a ella bailando y presumiendo en un yate de Miami con un bikini azul celeste con flecos y empezando a cantar con las manos encima del yate. Después, muestran a ella y a sus lobas saliendo de un Lamborghini morado. En la parte cuando Shakira está en la fiesta, juega al billard, baila y nada en la piscina, y se ven las partes de que ella esté en el yate a presumir en su bikini de flecos y también bailando la canción en un bikini y falda gris y negro. Después, acaba besando mientras que sus lobas cantan la canción.

## Recepción crítica
Lizzette Vela de e-consulta.com comentó que la canción "promete ser un himno de libertad femenina y empoderamiento", continuando cómo Shakira "invita a la gente a celebrar la independencia y desafía a los críticos de su vida personal" en la letra.Chris Malone Méndez de Forbes describió la canción como un "sucesor espiritual" de Bzrp Music Sessions, Vol. 53, porque la cantante cantó sobre "tener el derecho a comportarse mal y pasar un buen rato, celebrar ser libre y hacer lo que le plazca, y disfrutar de vivir una vida soltera".
Escribiendo para el periódico italiano en líneaFanpage.it, Elena Betti declaró que "Shakira quiere estar sola" porque la canción es "un himno a la independencia". Betti enfatizó que la canción es sobre "una historia que seguramente la marcó profundamente", probablemente sobre su exmarido Gerard Piqué y el hecho de que "Shakira dice que cambió de amigos porque los que quedaron seguían hablándole de él".

## Posicionamiento en las listas
| Argentina      | Billboard Argentina Hot 100                                        | 7  | [ 21 ] |
| Argentina      | Monitor Latino                                                     | 1  | [ 22 ] |
| Bolivia        | Canciones Bolivia (Billboard)                                      | 3  | [ 23 ] |
| Brasil         | Top 10 Latino (Crowley)                                            | 1  | [ 24 ] |
| Canadá         | Billboard Canadian Hot 100                                         | 82 | [ 25 ] |
| Chile          | Canciones Chile (Billboard)                                        | 5  | [ 26 ] |
| Chile          | Monitor Latino                                                     | 3  | [ 27 ] |
| Colombia       | National-Report                                                    | 1  | [ 28 ] |
| Colombia       | Canciones Colombia (Billboard)                                     | 1  | [ 29 ] |
| Colombia       | Monitor Latino                                                     | 3  | [ 30 ] |
| Costa Rica     | FONOTICA                                                           | 1  | [ 31 ] |
| Ecuador        | Canciones Ecuador (Billboard)                                      | 3  | [ 32 ] |
| Ecuador        | Monitor Latino                                                     | 1  | [ 33 ] |
| Estados Unidos | Billboard Hot 100                                                  | 13 | [ 34 ] |
| Estados Unidos | Hot Latin Songs                                                    | 9  | [ 35 ] |
| Estados Unidos | Latin Airplay                                                      | 1  | [ 36 ] |
| Estados Unidos | Latin Pop Airplay                                                  | 1  | [ 37 ] |
| Estados Unidos | TopHit                                                             | 9  | [ 38 ] |
| El Salvador    | ASAP EGC                                                           | 1  | [ 39 ] |
| Guatemala      | Monitor Latino                                                     | 9  | [ 40 ] |
| Honduras       | Monitor Latino                                                     | 1  | [ 41 ] |
| México         | Top 25 Éxitos, México                                              | 9  | [ 42 ] |
| Nicaragua      | Monitor Latino                                                     | 3  | [ 43 ] |
| Panamá         | PRODUCE                                                            | 1  | [ 44 ] |
| Paraguay       | Sociedad de Gestión de Productores Fonográficos del Paraguay (PSG) | 4  | [ 45 ] |
| Perú           | Top 25 canciones (Billboard)                                       | 3  | [ 46 ] |
| Perú           | Monitor Latino                                                     | 1  | [ 47 ] |
| Puerto Rico    | Monitor Latino                                                     | 3  | [ 48 ] |
| Uruguay        | Monitor Latino                                                     | 2  | [ 49 ] |
| Uruguay        | Cámara Uruguaya del Disco (CUD)                                    | 9  | [ 50 ] |
| Venezuela      | Radiomonitor                                                       | 1  | [ 51 ] |
| Europa         |                                                                    |    |        |
| Bélgica        | Ultratop 50 (Flandes)                                              | 4  | [ 52 ] |
| Bélgica        | Ultratop 50 (Valonia)                                              | 73 | [ 53 ] |
| España         | Promusicae Top 100 Canciones                                       | 5  | [ 54 ] |
| España         | Promusicae Top 50 Radios                                           | 1  | [ 55 ] |
| España         | Promusicae Top 20 Nacional                                         | 3  | [ 56 ] |
| Francia        | SNEP                                                               | 16 | [ 57 ] |
| Italia         | FIMI                                                               | 4  | [ 58 ] |
| Luxemburgo     | Billboard Luxembourg Songs                                         | 8  | [ 59 ] |
| Países Bajos   | Dutch Charts                                                       | 4  | [ 60 ] |
| Portugal       | Billboard Portugal Songs                                           | 9  | [ 61 ] |
| Rumania        | Radio România Actualități (RRA)                                    | 12 | [ 62 ] |
| Suiza          | Schweizer Hitparade                                                | 7  | [ 63 ] |

## Formatos

### Descarga digital
| N.º | Título    | Duración |  |
| 1.  | «Soltera» | 3:35     |  |

### Streaming
| N.º | Título    | Duración |  |
| 1.  | «Soltera» | 3:35     |  |